# Sistema di numerazione armeno
Il sistema di numerazione armeno è un sistema numerico storico creato utilizzando le lettere maiuscole dell'alfabeto armeno.
Non c'è alcun segno per il numero 0 nell'antico sistema.
I principi di questo sistema sono gli stessi dell'antico sistema numerico greco ed ebraico. Nella Repubblica d'Armenia sono usati normalmente anche i numeri arabi. I numerali armeni sono utilizzati più o meno come i numeri romani nel mondo occidentale (ad esempio Գարեգին Բ. significa Karekin II e Գ. գլուխ significa Capitolo III).
| Armeno | Traslitterazione | Arabo |
| ------ | ---------------- | ----- |
| Ա      | A                | 1     |
| Բ      | B                | 2     |
| Գ      | G                | 3     |
| Դ      | D                | 4     |
| Ե      | E / YE           | 5     |
| Զ      | Z                | 6     |
| Է      | É                | 7     |
| Ը      | Ě (Ə/ə)          | 8     |
| Թ      | T‘               | 9     |
| Ժ      | Ž                | 10    |
| Ի      | I (Ē)            | 20    |
| Լ      | L                | 30    |
| Խ      | X (KH)           | 40    |
| Ծ      | C ('tDZ)         | 50    |
| Կ      | K'               | 60    |
| Հ      | H                | 70    |
| Ձ      | DZ               | 80    |
| Ղ      | GH               | 90    |
| Ճ      | Č ('TCH)         | 100   |
| Մ      | M                | 200   |
| Յ      | Y                | 300   |
| Ն      | N                | 400   |
| Շ      | Š (SH)           | 500   |
| Ո      | O / V            | 600   |
| Չ      | Č‘ (CH)          | 700   |
| Պ      | P'               | 800   |
| Ջ      | J'               | 900   |
| Ռ      | RR               | 1000  |
| Ս      | S                | 2000  |
| Վ      | V                | 3000  |
| Տ      | T'               | 4000  |
| Ր      | `R               | 5000  |
| Ց      | C‘ (TS)          | 6000  |
| Ւ      | Y / I / V (H)    | 7000  |
| Փ      | P                | 8000  |
| Ք      | K                | 9000  |

Le ultime due lettere dell'alfabeto armeno, "o" (Օ) e "fe" (Ֆ) furono aggiunte dopo la diffusione dei numeri arabi, per facilitare la traslitterazione di altre lingue e quindi non gli sono stati assegnati valori numerici.

## Algoritmo
I numeri sono ottenuti da semplici addizioni.
Esempi:
- ՌՋՀԵ = 1975 = 1000 + 900 + 70 + 5
- ՍՄԻԲ = 2222 = 2000 + 200 + 20 + 2
- ՍԴ = 2004 = 2000 + 4
- ՃԻ = 120 = 100 + 20
- Ծ = 50